# Ferney-Voltaire
Ferney-Voltaire je naselje in občina v jugovzhodnem francoskem departmaju Ain regije Rona-Alpe. Leta 1999 je naselje imelo 7.173 prebivalcev.

## Geografija
Kraj se nahaja v pokrajini Pays de Gex v neposredni bližini meje s Švico; je del širšega zaledja Ženeve; 112 km vzhodno od središča departmaja Bourga. 

## Administracija
Ferney-Voltaire je sedež istoimenskega kantona, v katerega so poleg njegove vključene še občine Ornex, Prévessin-Moëns, Saint-Genis-Pouilly, Sauverny, Sergy, Thoiry in Versonnex z 28.434 prebivalci. 
Kanton je sestavni del okrožja Gex.

## Zgodovina
Ferney se prvikrat omenja v burgundskih zapiskih v 14. stoletju kot Fernex.
Od 1759 do 1778 je v njem živel francoski pisatelj in filozof Voltaire. V njegovem času se je kraj preimenoval v Ferney, po francoski revoluciji pa v njegovo čast Ferney-Voltaire.

## Zanimivosti
- Voltairov dvorec, zgrajen v letih 1758-66; danes se v njem nahaja Centre des Monuments Nationaux (del francoskega kulturnega ministrstva).
- kip Voltaira z napisom »Au Patriarche de Ferney / 1694 - 1758 1778« (Patriarhu Ferneya).